# Eupithecia sheppardata
Eupithecia sheppardata là một loài bướm đêm trong họ Geometridae.